# Parc naturel transfrontalier du Hainaut
Le parc naturel transfrontalier du Hainaut est un parc naturel qui réunit le parc naturel régional Scarpe-Escaut, créé en 1968 en France, et le parc naturel des Plaines de l'Escaut, créé en Belgique en 1996. Il s'étend essentiellement sur une partie de l'ancien comté de Hainaut sur une superficie de 75 000 hectares.

## Histoire
Les origines du parc naturel transfrontalier du Hainaut remontent aux années 1980, dans un contexte de décentralisation politique qui affecte autant la Belgique que la France. Ces pays transfèrent un ensemble de compétences aux régions, parmi lesquelles se trouvent les parcs naturels. Le parc naturel régional Scarpe-Escaut, créé en 1968 et structuré initialement pour protéger la forêt de Saint-Amand, voit peu à peu élargir son périmètre vers la frontière franco-belge, tout en suivant le fleuve Escaut en aval. De l'autre côté de la frontière existe également un patrimoine naturel de valeur qui mérite d'être protégé. En conséquence, en 1983 la Région wallonne (Belgique) et la région Nord-Pas-de-Calais (France) signent un protocole d'accord pour la création d'un parc naturel « suprafrontalier ».
En 1989 les premiers programmes Interreg sont mis en place. Il s'agit d'une initiative de l'Union européenne financée par le Fonds européen de développement régional visant à promouvoir la coopération territoriale et, dans celle-ci, la coopération transfrontalière. Le parc naturel régional Scarpe-Escaut et ses partenaires belges bénéficient donc d'un précieux moyen pour travailler ensemble dans le domaine du développement durable. En 1996 naît avec un fort soutien du versant français le parc naturel des Plaines de l'Escaut. Avec l'apparition du parc wallon, le parc naturel transfrontalier du Hainaut vient de se constituer.
Le parc naturel transfrontalier du Hainaut prend forme avec le temps, notamment grâce aux successifs programmes Interreg. Si au début de son existence la coopération se limite à quelques actions ponctuelles, peu à peu la collaboration s'intensifie et devient régulière et structurée. Les fêtes du parc naturel transfrontalier du Hainaut, célébrées en 2006, 2008, 2010, ont pour but de faire connaître le parc naturel à ses habitants.
À partir de 2004 et à l'occasion du renouvellement de la Charte du parc naturel régional Scarpe-Escaut (document qui doit guider les actions du parc naturel français pendant une douzaine d'années), un projet de territoire se formule pour le parc naturel transfrontalier du Hainaut. Le diagnostic du territoire prévu dans la Charte est réalisé pour l'ensemble de l'espace transfrontalier. Également, les enjeux et la stratégie de la Charte sont définis en concertation avec les acteurs du parc naturel belge.    
En 2010, la Charte du parc, à dimension transfrontalière, est approuvée. La même année une convention de partenariat est signée entre les deux parcs, ayant pour but de s'engager avec l'application de la Charte dans le parc naturel transfrontalier du Hainaut et de définir le mode de gouvernance entre les deux parcs intégrants.
Le 2 décembre 2011 a lieu à Saint-Amand-les-Eaux l'Assemblée plénière des élus du Transfrontalier. Avec une participation d'environ 100 élus locaux et régionaux, cet événement vise à stimuler le débat sur la plus-value et le rôle du parc naturel transfrontalier pour le territoire du Hainaut. Actuellement, le parc naturel transfrontalier du Hainaut se trouve dans une phase de réflexion sur son futur et envisage notamment la possibilité de se doter d'une structuration juridique propre.  
Le parc naturel régional Scarpe-Escaut et le parc naturel des Plaines de l'Escaut ont reçu en 2013 le certificat « Transboundary Parks » décerné par Europarc, témoignant du niveau abouti de leur coopération transfrontalière. Les deux parcs récemment certifiés accueillent en 2014 le 6e TransParcNet meeting, la rencontre annuelle des espaces naturels protégés transfrontaliers d'Europe.

## Territoire
Le parc naturel transfrontalier du Hainaut a une superficie de 75 000 hectares et une population de 255 000 habitants. Administrativement il est situé à cheval sur la Région Wallonne et la région Nord-Pas-de-Calais. Côté belge, le territoire se trouve dans la province de Hainaut et est partagé par six entités communales. De l'autre versant de la frontière, la partie française du parc naturel s'étend sur les arrondissements de Valenciennes et de Douai et intègre jusqu'à 55 communes. L'intérieur du périmètre du parc naturel transfrontalier du Hainaut abrite une centaine de villages, Saint-Amand-les-Eaux étant le plus peuplé. A la périphérie immédiate du parc naturel se situent plusieurs agglomérations moyennes : au nord et à l'est, les villes belges de Tournai et Mons, au sud et à l'ouest, les villes françaises de Valenciennes et Douai. Le parc naturel se situe par ailleurs à proximité de la métropole transfrontalière de Lille. Sa localisation géographique au cœur d'une région européenne fortement urbanisée fait du parc naturel transfrontalier un espace soumis à une grande pression humaine, traversé par des importants axes autoroutiers et ferroviaires. 
Malgré une considérable anthropisation de son territoire, le parc naturel transfrontalier du Hainaut possède un patrimoine naturel remarquable et reconnu à l'échelle européenne. Ainsi, environ 20 % de la surface du parc naturel intègre le réseau communautaire de sites protégés Natura 2000. L'eau est l’élément principal qui explique la grande richesse environnementale et paysagère au parc naturel transfrontalier du Hainaut, dont le territoire est structuré par deux axes fluviaux majeurs. D'un côté, l'Escaut, fleuve international, traverse le territoire du sud au nord ; de l'autre, la Scarpe, une rivière située entièrement sur le versant français débouchant dans l'Escaut à proximité de la frontière. Le territoire du parc naturel possède d'autres cours d'eau de moindre importance et de canaux creusés par l'Homme mais qui sont aujourd’hui devenus des corridors biologiques.
Lié à ce réseau hydrographique en bonne partie artificialisé, le parc naturel garde un ensemble de zones humides d'une grande valeur en termes de biodiversité. Il s'agit de marais, étangs, prés, roselières, tourbières et d'autres habitats naturels favorisés par une pluviosité généreuse et un relief plat permettant l'accumulation d'eau. On trouve des sites remarquables comme les marais d'Harchies, l'étang de Chabaud-Latour, la mare à Goriaux et l'étang d'Amaury, qui sont nées à conséquence d'affaissements miniers. 
Le parc naturel transfrontalier possède également des zones boisées d'une certaine dimension, rares dans ce plat pays précocement déboisé. Il s'agit principalement de la forêt de Raismes-Saint Amand-Wallers, la forêt de Bonsecours, la forêt de Marchiennes, la forêt de Stambruges et la forêt de Beloeil. Essentiellement ce sont des bois de feuillus, notamment des hêtraies et des chênaies, mais on peut également trouver des bois de conifères d'origine humaine. 
Pourtant, ce sont les espaces agricoles qui occupent la plus grande partie du territoire du parc naturel, principalement des cultures céréalières et fourragères, mais aussi des prairies consacrées à l’élevage, entre autres.   
Le patrimoine minier est très présent sur la partie sud-est du parc naturel transfrontalier, comme le témoignent la présence de nombreux chevalements et terrils. Ces derniers, des buttes constitués des résidus de l'exploitation minière, ont été progressivement végétalisés et sont devenus dans certains cas des habitats naturels riches en biodiversité.

## Vocation
Si le parc naturel transfrontalier du Hainaut héberge de nombreuses réserves naturelles strictement protégées, la plus grande partie du parc naturel se caractérise par une densité de population élevée caractéristique d'un espace rural situé en périphérie de plusieurs agglomérations. Pour cela, les actions de gestion du parc naturel ne se limitent seulement à la protection des milieux naturels, mais également à la sensibilisation du public et au développement durable de l'agriculture et du tourisme.      

## Gestion
Actuellement le parc naturel transfrontalier du Hainaut ne dispose pas de structuration juridique. Ses organes de gestion sont ainsi ceux de ses parcs membres : la commission de gestion pour le parc naturel des Plaines de l'Escaut et le syndicat mixte de gestion pour le parc naturel régional Scarpe-Escaut. Le président de chacun des deux parcs est membre de l'instance de gestion de son parc voisin. 
Le parc naturel transfrontalier du Hainaut est doté d'une instance de concertation, nommée bureau transfrontalier. Celui-ci est composé des membres des bureaux des organes de décision des deux parcs intégrants. Le bureau transfrontalier est consulté et participe aux décisions sur les dossiers concernant la coopération transfrontalière. 
Une convention de partenariat signée par les présidents des deux parcs naturels définit les modes de concertation au sein du parc naturel transfrontalier du Hainaut et officialise l'engagement des deux parties pour développer la Charte du parc naturel régional Scarpe-Escaut. La Charte du parc est l'outil contractuel propre aux parcs naturels régionaux français pour mettre en place les mesures décidées en concertation avec les acteurs du territoire pour une période définie. La Charte du parc naturel régional Scarpe-Escaut a la particularité de posséder une dimension transfrontalière en ayant associé le parc wallon dans ces différentes phases. La Charte, n'étant opposable que pour le territoire français, son développement sur l'autre versant de la frontière est basé sur le volontarisme des acteurs belges. 